# Йоахім Томассен
Йоахім Томассен (норв. Joachim Thomassen, нар. 4 травня 1988, Сарпсборг, Норвегія) — норвезький футболіст, фланговий захисник клубу «Сарпсборг 08».

## Клубна кар'єра
Йоахім Томассен народився у місті Сарпсборг і грати у футбол починав у місцевій команді «Спарта». Згодом він перейшов до клубу «Фредрікстад», з яким у 2009 році підписав трирічний контракт.
Восени 2011 року з'явилася інформація, що Томассен може перейти до клубу МЛС «Сіетл Саундерс» але перед початком сезону 2012 року футболіст підписав контракт зі столичним клубом «Волеренга».
А за два роки Томассен повернувся до рідного міста, де приєднався до клубу «Сарпсборг 08», з яким кілька разів продовжував дію контракту. Восени 2018 року Томассен разом з клубом брав участь у груповому раунді Ліги Європи.

## Збірна
У 2009 році Йоахім Томассен зіграв 10 матчів у складі молодіжної збірної Норвегії.

## Досягнення
Сарпсборг 08
- Бронзовий призер Чемпіонату Норвегії: 2017